# Departamento Archipiélago de San Andrés, Providencia y Santa Catalina
Koordinaten: 12° 33′ N, 81° 43′ W
Departamento Archipiélago de San Andrés, Providencia y Santa Catalina ist ein kolumbianisches Departamento und eine Inselgruppe in der Karibik, Archipiélago de San Andrés y Providencia, bestehend aus den Inseln San Andrés, Providencia und Santa Catalina.

## Geographie

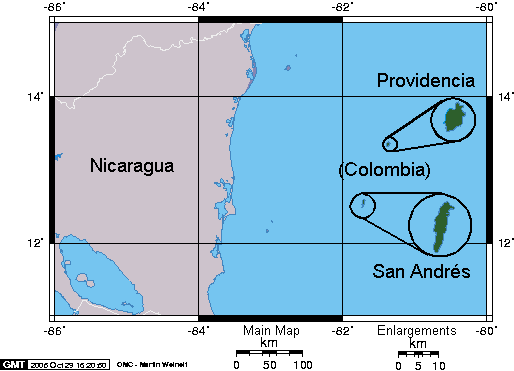
Lage von San Andrés und Providencia

Karte von San Andrés und Providencia

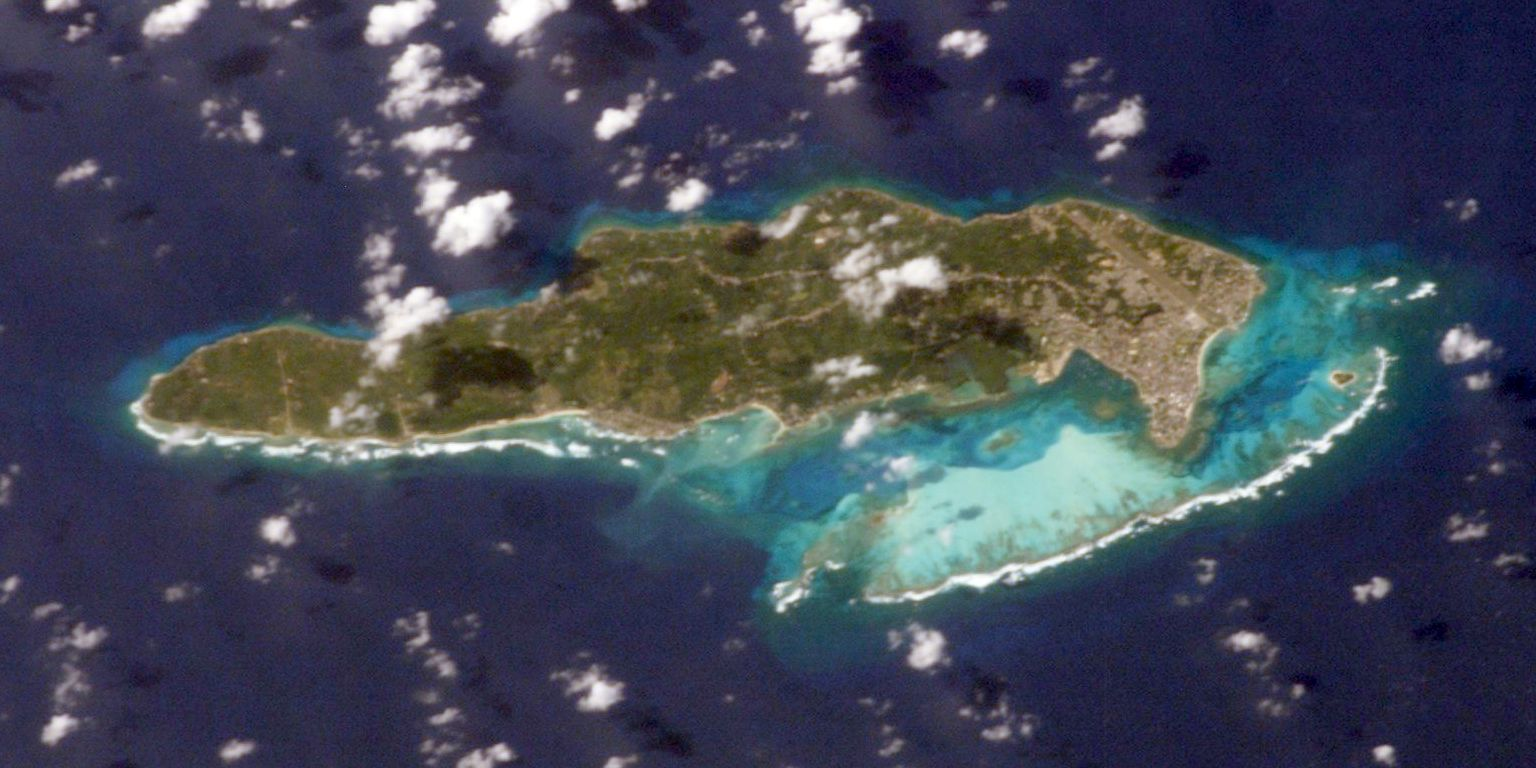
Luftbild der Insel San Andrés

Die Inseln liegen nur 200 Kilometer vor der Küste Nicaraguas, aber 800 Kilometer vor der Küste Kolumbiens in der Karibik. San Andrés und Providencia liegen etwa 70 Kilometer voneinander entfernt.
Die Insel San Andrés besteht aus einer Bergkette, die sich von Norden bis Süden zieht und an der höchsten Stelle 55 Meter über dem Meeresspiegel erreicht. Die Insel ist hauptsächlich von Kokoswäldern geprägt. Der Archipel erstreckt sich über 349.800 km², das Departamento besteht aber nur aus 44 km² davon. Der Insel San Andrés sind im Norden und Nordosten innerhalb von drei Kilometern von der Küste einige Nebeninseln vorgelagert, wie Cayo Rosa, Cayo Santander und Cayo Rocoso. Zur Inselgruppe gehören weiter die Inseln Providencia und Santa Catalina mit Nebeninseln wie beispielsweise Cayo Cangrejo.
Zum Departamento rechnet Kolumbien außerdem acht Atolle, die teilweise auch von anderen Staaten beansprucht werden, von Süd nach Nord:
- Cayos del Este Sudeste (Courtown Cays, Cayos de E.S.E.)
- Cayos de Albuquerque (Cayos de S.W., Southwest Cays)
- Roncador
- Quita Sueño (keine Inseln)
- Serrana
- Serranilla
- Bajo Nuevo Bank
- Alice Shoal (Untiefe)

Der Tourismus und der Handel sind Hauptwirtschaftszweige der Inseln. Landwirtschaft, Viehzucht und Fischfang werden nur zur Eigenversorgung betrieben.

## Sprachen
Landessprache ist Spanisch. Englisch dient zudem als Verkehrs-, Handels-, Geschäfts- und Bildungssprache.

## Geschichte
Christoph Kolumbus entdeckte die Inseln 1502 bei seiner vierten Fahrt, sodass die Namen San Andrés, Santa Catalina und Serrana schon 1527 auf einer „Universellen Karte“ (Carta Universal) aufgeführt wurden. Spanier besiedelten San Andrés ab 1595. Dann ließen sich Holländer auf der Insel nieder. Diese nutzten die Insel im Krieg gegen das spanische Imperium. Um 1629 siedelten sich Engländer aus den Bermudas, danach aus Barbados und Saint Kitts an. 
Im Jahr 1631 landete die Seaflower und brachte weitere englische und schottische Siedler mit, die 1641 wieder vertrieben wurden, als die Spanier Providencia zurückeroberten. 1666 und 1670 eroberten die Freibeuterkapitäne Edward Mansveldt und Henry Morgan die Insel und nutzten sie als Stützpunkt. Im folgenden Jahrhundert gewann die Insel durch den Export von Baumwolle wirtschaftliche Bedeutung. Im Jahr 1870 betrug die Einwohnerzahl 3520, wovon die meisten aus Jamaika eingewandert waren und Baumwolle und Zuckerrohr anbauten, Viehzucht trieben und Kokosnüsse und wertvolle Hölzer ausführten.
Die Inseln wurden ab 1739 in der Provinz von Veraguas (Panama bis Ostküste Nicaragua), später von der Provinz Cartagena verwaltet. Nach der Unabhängigkeit der Republik Großkolumbien besetzte diese die Inseln 1822 und sie wurden der Provinz Magdalena angegliedert. Die Zentralamerikanische Konföderation erkannte diese Besatzung aber nicht an, Großkolumbien protestierte im Gegenzug gegen die Besetzung der Ostküste des modernen Nicaragua durch die Zentralamerikanische Konföderation. Diese löste sich aber im Bürgerkrieg 1838–1840 auf und der daraus entstandene Staat Nicaragua führte diese Auseinandersetzung weiter.
Kolumbien führte 1912 die Selbstverwaltung ein. Der Esguerra-Bácenas-Vertrag von 1928 löste zwischenzeitlich die Auseinandersetzung beider Länder. Nicaragua argumentierte später, dass dieser Vertrag unter dem Druck und der Besetzung der Vereinigten Staaten entstanden sei und somit nicht als souveräne Entscheidung gelte. Kolumbien besteht auf dem 1930 nach dem Ende der US-amerikanischen Besatzung ratifizierten Vertrag.
Die unbewohnten Inseln Roncador, Quita Sueño und Serrana zählten bis in die 1980er Jahre zu den Außenbesitzungen der Vereinigten Staaten, da eine 1972 unterzeichnete Rückgabevereinbarung durch den US-Senat nicht ratifiziert wurde.
Nicaragua reichte 2001 eine Klage vor dem Internationalen Gerichtshof ein, die die Grenze von 50.000 km² inklusive der zwei Inseln betrifft. Kolumbien erkannte in diesem Fall die Zuständigkeit des Internationalen Gerichtshofs nicht an und erhöhte die Militärpräsenz auf den Inseln. Seitdem bereitet Kolumbien den Prozess vor und unterschrieb 1999 einen Vertrag mit Honduras, der implizit die Souveränität Kolumbiens über San Andrés anerkennt. Nicaragua und Honduras sind in ähnliche Grenzdispute verwickelt. Am 13. Dezember 2007 entschied der Internationale Gerichtshof, dass die beiden Inseln zu Kolumbien gehören, dies wurde durch eine endgültige Entscheidung am 19. November 2012 bekräftigt. Im Zuge der Entscheidung legte der IGH jedoch auch neue Seegrenzen fest, die für Nicaragua eine signifikante Vergrößerung des Territoriums darstellen.
Kolumbien verlor hierdurch 75.000 Quadratkilometer Seegebiet.
Russland hatte Nicaragua im Falle eines Konflikts militärische Hilfe angeboten. Zudem hatte Kolumbien erklärt, dass zwei russische Flugzeuge vom Typ Tu-160 Anfang November 2013 den kolumbianischen Luftraum ohne Genehmigung überquert hätten. Dies hatte einen Protest an Russland zur Folge. Jedoch sorgte sich der Kolumbianische Kongress, ob das Land in einem Krieg gegen Russland bestehen könnte, und lud den Verteidigungsminister Juan Carlos Pinzón und die Außenministerin María Ángela Holguín vor, um die Angelegenheit zu erörtern.
Am 29. Oktober 2005 wurde die Insel Providencia vom Hurrikan Beta heimgesucht. Am 15./16. November 2020 wurde vor allem die Insel Providencia, aber auch San Andrés vom Hurrikan Iota schwer getroffen.

## Administrative Unterteilung
Das Departamento Archipiélago de San Andrés, Providencia y Santa Catalina besteht aus den zwei Gemeinden (Municipios) San Andrés (Gemeindenummer 88001) und Providencia (Gemeindenummer 88564) und gehort zur Region Caribe. Im Folgenden verzeichnet sind alle Gemeinden mit ihrer Gesamteinwohnerzahl sowie der Einwohnerzahl für Gemeindekern und Umland aus der Volkszählung des kolumbianischen Statistikamtes DANE aus dem Jahr 2018, hochgerechnet für das Jahr 2022.
| Municipio   | Gesamteinwohnerzahl | Einwohner Gemeindekern | Einwohner Umland |
| ----------- | ------------------- | ---------------------- | ---------------- |
| Providencia | 6.411               | 3.587                  | 2.824            |
| San Andrés  | 58.817              | 42.776                 | 16.041           |